# لويس أليساندرا
لويس أليساندرا (8 فبراير 1989 في المملكة المتحدة - ) (بالإنجليزية: Lewis Alessandra)‏ هو لاعب كرة قدم بريطاني في مركز الهجوم. لعب مع أولدهام أثلتيك ونادي بليموث أرجايل ونادي روتشديل ونادي يورك سيتي ونادي تشستر سيتي ونادي موركامب.

## وصلات خارجية
- لويس أليساندرا على موقع قاعدة بيانات كرة القدم.إي يو (الإنجليزية)
- لويس أليساندرا على موقع Soccerbase.com (لاعب) (الإنجليزية)